# El Verano (Californie)
El Verano est une census-designated place du comté de Sonoma, dans l'État de Californie, aux États-Unis,. En 2020, elle compte une population de 3 867 habitants.